# Shin Sang-ok
Shin Sang-ok (* 18. Oktober 1926 in Seishin, Provinz Chōsen, damaliges Japanisches Kaiserreich, heutiges Nordkorea; † 11. April 2006 in Seoul, Südkorea) war ein südkoreanischer Filmproduzent und -regisseur.

## Karriere in Südkorea
Shin Sang-ok wurde in Chōsen zu der Zeit, als die Koreanische Halbinsel eine Provinz Japans war, als Shin Sōgyuku (jap. 申相玉) geboren. Er studierte in Tokio an der Vorgängereinrichtung der Tokyo National University of Fine Arts and Music und kehrte dann nach Chōsen zurück.
Shin begann seine Karriere als Production Designer von Choi In-kyus Jayu Manse (1946; englischer Titel: Viva Freedom!), dem ersten südkoreanischen Nachkriegsfilm. In der Blütezeit des südkoreanischen Kinos, den 1950er und 1960er Jahren, war Shin überaus produktiv und drehte als Regisseur bis zu zwei Kinofilme in einem Jahr. Seine Firma Shin Films produzierte in den 1960er Jahren etwa 300 Filme.
In den 1970er Jahren schwand Shins Arbeitseifer parallel zu einer generellen Krise des südkoreanischen Films, die durch die strenge Zensur und Versuche inhaltlicher Einflussnahme durch die Regierung hervorgerufen wurde. Die meisten von Shin in dieser Zeit produzierten Filme waren erfolglos. 1978 geriet er in direkten Konflikt mit der Militärdiktatur unter Park Chung-hee. Nachdem er Kritik an der staatlichen Zensurpolitik und der im Staatsapparat verbreiteten Korruption geübt hatte, wurde sein Filmstudio geschlossen.

## Entführung nach Nordkorea
1978 wurde seine Ex-Frau, die Schauspielerin Choi Eun-hee in Hongkong entführt und über den Seeweg nach Namp’o in Nordkorea verschleppt. Als Shin nach Hongkong reiste, um das Verschwinden Chois aufzuklären, ereilte ihn das gleiche Schicksal. Beide wurden getrennt voneinander festgehalten. Shin genoss zunächst eine besonders großzügige Behandlung, was die Annehmlichkeiten des alltäglichen Lebens anging. Fünf Monate nach seiner Entführung machte er einen Fluchtversuch und versuchte auf einen Güterzug nach China aufzuspringen. Er wurde jedoch entdeckt und verbrachte über drei Monate in Einzelhaft. Nach einem erneuten Fluchtversuch kam er in ein Straflager für politische Häftlinge. Nach fast vier Jahren Lagerhaft wurde er 1983 entlassen.
Im März 1983 wurden Shin und seine Ex-Frau Choi zu einer Dinnerparty bei Kim Jong-il in Pjöngjang eingeladen. Erstmals seit ihrer Entführung trafen sich die ehemaligen Eheleute und erfuhren, dass sie beide dasselbe Schicksal ereilt hatte. Auftraggeber der Entführung war der spätere nordkoreanische Diktator Kim Jong-il, der bekanntlich ein großer Liebhaber des Kinos war. Er wollte, dass Shin und Choi Filme für das nordkoreanische Kino produzieren. Auf Druck Kims heirateten beide erneut.
Shin drehte in Nordkorea sechs Filme, darunter Heimatlos, den Shin selbst als den besten Film seiner Karriere betrachtete. Der bekannteste seiner nordkoreanischen Filme war Pulgasari, ein Fantasyfilm nach Art der japanischen Godzilla-Reihe.
1986 gelang Shin und Choi bei einer Reise nach Wien die Flucht, auf der sie jedoch von nordkoreanischen Agenten im Taxi durch die Straßen Wiens verfolgt wurden. Sie beantragten politisches Asyl in den USA, nachdem sie es in die amerikanische Botschaft geschafft hatten. Die Verfolger waren durch einen Funkspruch des Taxifahrers in die Irre geleitet worden. Shin und Choi untermauerten ihre Aussagen über die Entführung durch heimlich gemachte Tonaufnahmen von Gesprächen mit Kim Jong-il.
Die nordkoreanischen Behörden leugnen Shins Entführung und behaupten, dieser sei freiwillig in den Norden gekommen. Allerdings hat Shin das Angebot Kim Jong-ils, nach Nordkorea zurückzukehren, nie angenommen.

## Tätigkeit in den USA
Shin arbeitete in den 1990er Jahren unter dem Pseudonym Simon Sheen in den USA. Er führte Regie bei dem Film 3 Ninjas – Fight & Fury und war Produzent von 3 Ninjas – Kick Back und 3 Ninjas: High Noon at Mega Mountain.

## Rückkehr nach Südkorea
Shin wollte zunächst nicht nach Südkorea zurückkehren, da er Probleme mit den staatlichen Behörden fürchtete, die der Geschichte seiner Entführung womöglich keinen Glauben schenkten. 1994 kehrte er dennoch zurück und drehte weitere Filme.
2004 musste Shin sich einer Lebertransplantation unterziehen und starb zwei Jahre später an einer Hepatitis. Sein letzter Film, Kyeoul-iyagi (deutsch Wintergeschichte), der 2002 gedreht wurde, blieb unveröffentlicht. Shin und seine Filme wurden mehrmals mit dem Daejongsang-Preis, einem südkoreanischen Filmpreis, ausgezeichnet. Postum wurde er 2006 vom südkoreanischen Präsidenten Roh Moo-hyun mit der höchsten Auszeichnung für Kulturschaffende der Republik Korea geehrt.
2007 wurde seine Autobiografie veröffentlicht.

## Filmografie (Auswahl)
in Taiwan:
- 1976: Girls in the Tiger Cage / Woman Prisoner No. 407 (老虎嶺女子監獄 / 여수 407호)
- 1976: Im Camp der gelben Tigerinnen / Girls in the Tiger Cage 2 / Revenge in the Tiger Cage / Woman Prisoner No. 407 II (老虎嶺女子監獄2 / 여수 407호(속))

in Nordkorea:
- 1984: 돌아오지 않은 밀사 [Spezialpreis der Jury auf dem 24. Internationalen Filmfestival Karlovy Vary 1984]
- 1984: Heimatlos / Runaway / Tale of an Escape (탈출기)
- 1984: Love, Love My Love (사랑 사랑 내 사랑 / Sarang sarang nae sarang) (2 Teile)
- 1985: Pulgasari (불가사리 / Bulgasari)
- 1985: Salt (소금 / Sogum) [Preis als beste Darstellerin für Choi Eun-hee auf dem Internationalen Filmfestival Moskau 1985]
- 1985: 심청전

in den USA:
- 1995: 3 Ninjas – Fight & Fury (3 Ninjas Knuckle Up)

## Daejong-Filmpreis

### Bester Film
- 1962 für Yeonsangun
- 1963 für Yeolnyeomun (englischer Titel: The Red Gate)
- 1965 für Beongeoli Samryong (Deaf Sam-ryong)
- 1968 für Daewongun (Monarch)

### Beste Regie
- 1962 für Sarangbang Sonnimgwa Eomeoni (My Mother and Her Guest)
- 1965 für Beongeoli Samryong (Deaf Sam-ryong)
- 1968 für Daewongun (Monarch)
- 1972 für Pyeongyang pokgyeokdae (Last Battle in Pyongyang)

## Veröffentlichungen
- Sin Sang-ok; Ch’oe Ŭn-hŭi: Uri ŭi t'alch'ul ŭn kkŭnnaji anatta: Sin Sang-ok, Ch’oe Ŭn-hŭi pirok. Seoul: Wŏlgan Chosŏn-sa 2001. ISBN 89-89599-22-9.
- Sin Sang-ok: Kim Chŏng-il ege ponaenŭn p'yŏnji. Sŏul-si: Haengnim Ch'ulp'an 1995. ISBN 89-7292-403-2.
- Sin Sang-ok: Toraoji annŭn milsa: yŏnghwa munhak. P'yŏngyang: Munye Ch'ulp'ansa 1984.